# Kereyagalahalli, Davanagere
Kereyagalahalli là một làng thuộc tehsil Davanagere, huyện Davanagere, bang Karnataka, Ấn Độ.